# Njalásjjávrre
Njalásjjávrre, enligt tidigare ortografi Njalatj-Jaure, är en sjö i Jokkmokks kommun i Lappland och ingår i Luleälvens huvudavrinningsområde. Sjön har en area på 0,664 kvadratkilometer och ligger 977 meter över havet. Sjön avvattnas av vattendraget Vuojturjåhkå. Vid provfiske har lake och röding fångats i sjön.

## Delavrinningsområde
Njalásjjávrre ingår i delavrinningsområde (746915-162057) som enligt SMHI saknar namn. Medelhöjden är 993 meter över havet och ytan är 23,14 kvadratkilometer. Det finns inga avrinningsområden uppströms utan avrinningsområdet är högsta punkten. Vuojturjåhkå som avvattnar avrinningsområdet har biflödesordning 4, vilket innebär att vattnet flödar genom totalt 4 vattendrag (Sijddoädno, Blackälven (Smadjeädno), Lilla Luleälven, Luleälven) innan det når havet efter 309 kilometer. Avrinningsområdet består mestadels av sankmarker (20 procent) och kalfjäll (76 procent). Avrinningsområdet har 0,79 kvadratkilometer vattenytor vilket ger det en sjöprocent på 3,4 procent.